# Szczeciny przedpigidialne
Szczeciny przedpigidialne – rodzaj szczecinek występujący na odwłoku pcheł.
Szczeciny te występują, obok normalnych szczecin, na tylnej, górnej krawędzi siódmego tergitu odwłoka u samic. Są one grube i długie.